# 假面騎士×假面騎士 Fourze & OOO Movie大戰 Mega Max
《假面騎士×假面騎士 Fourze & OOO MOVIE大戰MEGA MAX》（日语：仮面ライダー×仮面ライダー フォーゼ&オーズ MOVIE大戦MEGA MAX），是日本特攝節目《假面騎士OOO》和《假面騎士Fourze》聯動劇場版。日本於2011年12月10日上映。
本作劇場版的口號為「2011年冬、MOVIE大戰進化」

## 本作特色
- 本作為「MOVIE大戰系列」第3部作品。
- 本作繼《OOO·電王·All Riders Let's Go 假面騎士》和《劇場版 假面騎士OOO WONDERFUL 將軍與21枚核心硬幣》後，為第三部紀念《假面騎士系列》誕生40週年紀念劇場版作品。
- 本作繼《劇場版 假面騎士龍騎 EPISODE FINAL》《假面騎士×假面騎士 W & Decade MOVIE大戰2010》後，第三次出現於劇場版中登場正規性的女性騎士。
- 譽為「昭和的榮光7人騎士」亦參與作品演出。
- 《假面騎士W》中主角騎士的「左翔太郎/假面騎士W左半身/假面騎士Joker」的演員桐山漣及飾演「菲利普/假面騎士W右半身」的演員菅田將暉，兩人繼《OOO·電王·All Riders Let's Go 假面騎士》後，再度於劇場版中客串登場。
- 《假面騎士Fourze》本篇中即將現身的第二位騎士假面騎士Meteor於本作先行登場。

### 各作品關聯性
- OOO篇：

《假面騎士OOO》時間點位於本篇最終回之後。
- W篇：

《假面騎士W》時間點位於外傳《假面騎士W RETURNS 假面騎士Accel》之後。
- Fourze篇：

《假面騎士Fourze》時間點位於本篇第14-15話之間。

## 故事概要
序幕「戰鬥吧!傳說之7人騎士」
宇宙突如其來的隕石，財團X為了取得附在其表面的物質SOLU（Seeds Of Life from the Universe）而派員採集，傳說中的7人騎士分別在世界各地阻止他們的行動。
核心硬幣與天文裝置，就是財團X接下來的目的。
假面騎士OOO「Ankh復活‧未來核心硬幣‧相連的希望」
因隕石的衝擊導致空間扭曲，製造出蟲洞連接40年後的時代的未來（2051年）。使用未來核心硬幣的假面騎士Poseidon因此來到40年前的現代的現在（2011年），戰鬥的欲望驅使他企圖消滅此年代的假面騎士。鴻上光生社長見事態嚴重，於是呼召火野映司、伊達明和後藤慎太郎三人幫助。
伊達和後藤二人變身的假面騎士Birth不敵之際，理應在與真木清人（恐龍Greeed）決戰之後消失的Ankh卻出現在人前，奪去Poseidon身體裏的核心硬幣，助映司能夠再次變身假面騎士OOO戰鬥。
風都暗地的陰謀「衝前!假面騎士Joker」
左翔太郎與運送SOLU的財團X人員途中相遇，菲利普因沉醉在搜索階段而無法一起變身成假面騎士W，唯有獨自變身假面騎士Joker應戰，戰後發現SOLU行蹤不明。
另一方面，7人騎士與財團X幹部雷姆・神薙對峙，7人誤中陷阱而被轉變成核心硬幣與天文裝置。
假面騎士Fourze「撫・子・降・臨」
天之川學園高中學園祭當天，假面騎士部眾人進行傳說之7人騎士研究發表會。一名少女突然從空中正在墜下，如月弦太朗及時上前救起，並對她一見鍾情。
得知這少女名字叫美咲撫子，探究她的身份期間受到處女座Zodiarts率領的星塵忍者襲擊，於是弦太朗變身假面騎士Fourze戰鬥。此時撫子卻拿著與Fourze相似的變身系統，並變身成為假面騎士Nadeshiko共同應戰。
MOVIE大戰MEGA MAX 「集結!榮光之戰士」
雷姆・神薙叛變並且獨佔未來核心硬幣與SOLU天文裝置。同時受翔太郎所召的映司和弦太朗集結，三人變身W、OOO和Fourze迎接決戰時刻。
OOO與Fourze作先鋒以阻止雷姆・神薙，途中得到被解救的7人騎士和假面騎士AQUA支援抵抗財團X的怪人軍團。
得到未來核心硬幣變身成超鷹虎蝗聯組的OOO、從撫子手中得到的Rocket-Super Switch變身成Rocket States的Fourze，與雷姆・神薙變身成的超銀河王作最後決戰。

## 登場人物

### 假面騎士OOO -「Ankh復活‧未來核心硬幣‧相連的希望」
火野映司（ひの・えいじ）（渡部秀飾／台灣配音：孟慶府）
假面騎士OOO的變身者。TV版決戰過後再次流浪世界各地，兼任鴻上基金會屬下的研究助理，尋求Ankh復活的方法。
受鴻上所召回到日本，卻在機場遇上理應已消失的Ankh，受他的幫助再次奪得核心硬幣變身，對抗來自未來的假面騎士Poseidon。之後救出湊海遙，並鼓勵他為「明天」而戰。
撃敗Poseidon後雷姆・神薙出現並且奪去三枚未來核心硬幣，由此決心與其周旋到底。
受翔太郎的邀請，在假面騎士Fourze「撫・子・降・臨」篇中拉攏弦太朗一同阻止雷姆・神薙的陰謀。
從再度由未來歸來湊海遙得到三枚未來核心硬幣，變身成超鷹虎蝗聯組，與Fourze合力撃敗超銀河王。
安酷（アンク）（三浦涼介飾／台灣配音：陳彥鈞）
協助映司的鳥系怪人幹部。TV版決戰過後因自身意識的核心硬幣斷裂而消失於世上。
40年後復活並返回現代出現在映司面前，用計奪取假面騎士Poseidon身體裏的核心硬幣，幫助映司再次變身成假面騎士OOO。但一直對自己復活的事避而不談。
打敗假面騎士Poseidon後隨即回到未來。
泉比奈（いずみ・ひな）（高田穗飾／台灣配音：連婉鈞）
過去與映司共同經歷患難的怪力少女。這次的事件中再次被捲入，但亦高興可再見到Ankh。
伊達明（だて・あきら）（岩永洋昭飾／台灣配音：梁群）
初代假面騎士Birth與假面騎士Birth Prototype的變身者，TV版決戰事件過後再次從事醫學界的工作。
此事件中被鴻上召集，變身成Birth Prototype戰鬥。
後藤慎太郎（ごとう・しんたろう）（君嶋麻耶飾／台灣配音：喬資淯）
第二代假面騎士Birth的變身者，TV版決戰事件過後復職為警察。
此事件中被鴻上召集，變身成Birth戰鬥。
里中惠理（さとなか・えりか）（有末麻祐子飾／台灣配音：劉如蘋）
鴻上光生的秘書，兼任假面騎士Birth助手。
此事件中受鴻上之命前來支援伊達和後藤。
白石知世子（しらいし・ちよこ）（甲斐まり惠飾／台灣配音：劉如蘋）
多國料理店的店長。
店舖突然被Poseidon所製造的贗品Yummy入侵，仍然不失冷靜去疏散客人之餘，還交托映司和Ankh不用顧慮店舖去盡情戰鬥。
鴻上光生（こうがみ・こうせい）（宇梶剛士飾／台灣配音：陳彥鈞）
鴻上基金會會長。TV版決戰事件過後協助映司尋求資助，並致力計劃開發全新的核心硬幣。
得知自己40年後的成果 － 假面騎士Poseidon是失敗之作後，覺得事態嚴重而向映司等人求救。
湊海遙（みなと・みはる）（荒井敦史飾／台灣配音：王辰驊）
假面騎士AQUA的變身者，40年後的假面騎士。需要利用水力發動驅動器變身，但是他本人懼水的關係，導致得物無所用。
對自己的無力感有愧之際，鴻上贈送三枚新核心硬幣與驅動器，讓他變身成假面騎士Poseidon。
但40年前決戰形成的空間扭曲，把所有的硬幣帶到此年代並悉數侵占Poseidon體內。三枚新核心硬幣因此產生出自我意識，奪走身體的主導權，並利用蟲洞穿越時空回到過去，攻擊其他時代的假面騎士滿足其戰鬥的慾望。
在映司與Ankh幫助之下湊海遙終於脫離控制，Poseidon亦進化成獨立個體。
受到映司的鼓勵而獲得勇氣變身成AQUA，與OOO共同撃敗Poseidon後返回未來。
MOVIE大戦MEGA MAX篇再度歸來，把三枚未來核心硬幣交給映司，並與7人騎士合力應戰。
於《假面騎士ZI-O》EP44-EP46登場。

### 假面騎士W - 風都暗地的陰謀「衝前!假面騎士Joker」
左翔太郎（ひだり‧しょうたろう）（桐山漣飾／台灣配音：梁群）
假面騎士W左半身和假面騎士Joker的變身者，鳴海偵探事務所的所屬偵探。
在此事件中調查並阻止財團X的行動，一度因菲利普沉迷搜索而無法抽離，唯有獨自變身Joker戰鬥。
邀請映司與弦太朗共同作戰並說明一切。
初時不太接受弦太朗的奇特造型，但感受到其心意後卻一拍即合。
菲利普（フィリップ）（菅田將暉飾／台灣配音：王辰驊）
假面騎士W右半身的變身者，翔太郎的拍檔。
向映司與弦太朗解釋事件的一切。
因被弦太朗稱呼作前輩而有所感慨。

### 假面騎士Fourze -「撫・子・降・臨」
如月弦太朗（きさらぎ・げんたろう）（福士蒼汰飾／台灣配音：喬資淯）
假面騎士Fourze變身者。天之川學園高中的2年級生。
學園祭期間眼見撫子從天墜下而上前救起，並對她戀愛起來。
發現撫子並非人類後曾一度情緒低落，但明白對她的真愛無需對任何事分清，重拾心情後走去和撫子表白。
雷姆・神薙把撫子變成SOLU天文裝置後傷心欲絕，因此誓要向其復仇。同時得到由撫子自身製造的No.S-1 Super-Rocket Switch，變身成Rocket States擊敗超進化生命體Suddendath。
受翔太郎和映司邀請共同對付雷姆・神薙及一眾怪人，最後與OOO合力撃敗超銀河王。
故事結尾遇見真正的美咲撫子，心知並非所認識的「她」，無奈的與其擦身而過。
歌星賢吾（うたほし・けんご）（高橋龍輝飾／台灣配音：梁群）
天之川學園高中的2年級生，假面騎士部部員之一，如月弦太朗的拍擋。
當初對美咲撫子的出現及持有與Fourze相似的變身系統存有多種疑問。
從月面基地「Rabbit Hutch」用儀器探測出撫子真身是宇宙生命體SOLU(Seeds Of Life from the Universe)。
城島悠希（じょうじま・ユウキ）（清水富美加飾／台灣配音：連婉鈞）
天之川學園高中的2年級生，假面騎士部部員之一，弦太朗的青梅竹馬。
與撫子相識後並教導她進行「友情之証」。
弦太朗情緒低落時上前開解及鼓勵。
風城美羽（かざしろ・みう）（坂田梨香子飾／台灣配音：劉如蘋）
天之川學園高中的3年級生，假面騎士部部長。
對弦太朗和撫子二人相愛顯得非常羨慕，感受到真正愛的奇蹟。
大文字隼（だいもんじ・しゅん）（冨森Justin飾／台灣配音：陳彥鈞）
天之川學園高中的3年級生，假面騎士部部員之一。
弦太朗失去撫子而沮喪的時刻，駕駛Powerdizer應戰。
野座間友子（のざま・ともこ）（志保飾／台灣配音：劉如蘋）
天之川學園高中的1年級生，假面騎士部部員之一。
原本在研究發表會負責演講，但表現過份緊張改由風城美羽臨時代替，扮演假面騎士AMAZON時卻樂在其中。
與悠木一同前往開解情緒低落的弦太朗。
JK（ジェイク）（土屋シオン飾／台灣配音：王辰驊）
天之川學園高中的1年級生，假面騎士部部員之一，學園情報通。
對傳說之7人騎士研究發表會顯得相當輕視而一度缺席，並發言校園生活應交女朋友才是青春，弦太朗亦為此話題作出思考。
美咲撫子（みさき‧なでしこ）（真野惠里菜飾／台灣配音：連婉鈞）
假面騎士Nadeshiko的變身者。身穿昴星高中制服的謎之少女。
於學園祭的人前從天而降，及時被弦太朗所救。
眾人考究她從何而來之際受到星塵忍者的襲擊，從旁看著Fourze戰鬥期間卻拿著近似Fourze Driver的系統，變身成Nadeshiko，並一同撃退處女座Zodiarts。
真身是宇宙生命體SOLU(Seeds Of Life from the Universe)，能進行細胞分裂再重組，自行形成另類的物質，變身系統都是利用自己身體一部分製造。SOLU本身沒有智慧，行為純粹是鏡像反射去模仿，外表亦是隨著遇見真正的美咲撫子而自行仿製。
奇蹟地與弦太朗經歷之間進化成擁有情感，能夠感受到弦太朗對自己的愛意。
其後被雷姆・神薙轉化成天文裝置而快要消失的一刻，自行製造出No.S-1 Super-Rocket Switch留給弦太朗轉變為Fourze Rocket States應戰。
在對戰超銀河王途中，以無形能量體姿態出現替Fourze注入宇宙能量。
最後與弦太朗進行「友情之証」並送上一吻後道別，回歸無盡的宇宙中。
大杉忠太（おおすぎ・ちゅうた）（田中卓志飾／台灣配音：孟慶府）
天之川學園高中教師。
學園祭中扮演占卜師替弦太朗偵測戀愛運。
我望光明（がもう・みつあき）（鶴見辰吾飾／台灣配音：梁群）
天之川學園高中的理事長。
向財團X的雷姆・神薙提供Zodiarts天文裝置。曾派遣處女座Zodiarts捉拿美咲撫子(SOLU)並企圖私有，事敗後辯稱只因替其財團X作出行動。
朔田流星（さくた‧りゅうせい）（吉澤亮飾／台灣配音：王辰驊）
假面騎士Meteor變身者。昴星高中2年級的謎之轉校生。
故事結尾出現並撃敗雷姆・神薙的餘黨。其後開始計劃轉校天之川學園高中，向尋找白羊座Zodiarts之路進發。

### MOVIE大戰MEGA MAX「集結!榮光之戰士」
雷姆・神薙（レム・カンナギ）（益岡徹飾／台灣配音：陳彥鈞）
資助我望光明的財團X代表,派員採集隕石表面的物質SOLU，之後在日本空港X的其宇宙船實驗室「Exodus」設下陷阱使7人騎士被轉變成核心硬幣與天文裝置。
在得到SOLU天文裝置與未來核心硬幣後叛變，並殺害財團X日本支部幹部，目的是支配全地球所有能源。故此企圖把宇宙船升上大氣層，用宇宙能量為其充電以達到其目的。
其後變身成超銀河王，最後被OOO與Fourze聯手擊敗。
Catarrh（カタル）（Dante Carver飾）
雷姆的部下。超進化生命體Mutamit實驗體之一，體力驚人，變身成Suddendath並和Fourze交手，最後被Fourze Rocket States用Rider Spin Crusher擊敗。
Solaris（ソラリス）（人見早苗飾）
雷姆的部下。超進化生命體Mutamit實驗體之一，體力驚人，變身成麒麟座Zodiarts企圖阻止OOO與Fourze前進，最後被W Cyclone Joker Xtreme形態用Bicker Charge Break擊敗。

## 登場假面騎士
- 假面騎士OOO（替身演員：高岩成二、CV：渡部秀）
  - 鷹虎蝗聯組
  - 鳥系聯組
  - 昆蟲系聯組
  - 貓系聯組
  - 重力系聯組
  - 水棲系聯組
  - 超鷹虎蝗聯組

頭部—鮮紅色；手臂—黑黃色；腿部—深綠色；眼睛—紅色。
因這是用未來核心硬幣變身而有控制停止時間的能力，與超銀河王在靜止的時間内戰鬥。
OOO的基本形態鷹虎蝗聯組的極限進化，超越能力的發揮而不會有暴走的危險，可以說是OOO最強的連組。
此時頭部為Taka．Brave，身體及腿部皆為強化形態。
手臂虎爪變得更加大。必殺技為超TATOBA KICK。
- 假面騎士Fourze（替身演員：高岩成二、CV：福士蒼汰）
  - Base States
  - Elek States
  - Fire States
  - Rocket States

外觀與Base States相似，全身變成以橘紅色為主，眼睛為深藍色。
由美咲撫子自行製造的No.S-1 Super-Rocket Switch變身，雙手裝備上火箭，推進力或攻擊力都大幅增強，甚至可隻身突破大氣層到達宇宙。
單一的火箭威力亦達到1.5倍的強化，全身裝備的耐熱程度同樣增強。
需要操作Fourze Driver時，左手火箭會自動解除。
必殺技為Rider迴旋Crusher和Rider Double Rocket Drill Kick。
- 假面騎士Joker（替身演員：高岩成二、CV：桐山漣）

在風都與運送SOLU的財團X人員途中相遇交戰，並擊破螳螂Yummy和獨角仙Yummy。
- 假面騎士W（替身演員：高岩成二、CV：桐山漣．菅田將暉）
  - Cyclone Joker
  - Heat Metal
  - Luna Trigger
  - Cyclone Joker Xtreme

幫助OOO和Fourze斷後以追擊雷姆・神薙，阻擋麒麟座Zodiarts為首的怪人軍團。
- 假面騎士Birth（替身演員：永德、CV：君嶋麻耶）

被假面騎士Poseidon撃敗。
- 假面騎士Birth Prototype（替身演員：永德、CV：岩永洋昭）

被假面騎士Poseidon撃敗，Birth Prototype腰帶因嚴重破壞而遭廢棄處理。
- 假面騎士AQUA（替身演員：永德、CV：荒井敦史）

利用水力發動驅動器變身。
與OOO共同以Double Kick撃敗假面騎士Poseidon。
- 假面騎士Poseidon（替身演員：渡邊淳（日语：渡辺淳）、CV：濱田賢二）

變身器與變身的三枚海神系硬幣(鯊魚、鯨、狼魚各只得一枚)，皆為鴻上基金會所製造。
鴻上會長四十年後把Poseidon變身器交托於不擅水性的湊ミハル，變身成假面騎士Poseidon仍不敵未來的敵人，突然天上大量硬幣進入體內成為Greeed。
主要武器為長型深紅魚叉，可發動絕招Deepest Harpoon。
被假面騎士AQUA用Oceaning Break和OOO以TaJaDol KICK共同撃敗。
- 假面騎士Nadeshiko（替身演員：人見早苗、CV：真野惠里菜）

由右至左只有2個天文裝置插槽（● ■），分別是右手●、左手■。比 Fourze 的天文裝置插槽少兩個。
正中間為小型顯示螢幕，會隨著各部位裝置使用改變顯示，若使用右手的裝置，則螢幕會立即隨之改變。
腰帶右側沒有手把。目前只能使用Rocket Switch和Radar Switch。
與假面騎士Fourze一同撃退處女座Zodiarts。
- 假面騎士1號（CV：稻田徹）
- 假面騎士2號（CV：藤本たかひろ）
- 假面騎士V3（CV：田中大文）
- 騎士人（CV：増田隆之）
- 假面騎士X（CV：千葉一伸）
- 假面騎士AMAZON（CV：戶部公爾（日语：戸部公爾））
- 假面騎士Stronger（CV：石川英郎）

7人騎士分別在世界各地阻止財團X的陰謀。之後在日本.空港X與財團X幹部雷姆・神薙對峙，7人誤中陷阱而被轉變成核心硬幣與天文裝置。決戰時刻被OOO和Fourze解救，並支援他們抵抗財團X的怪人軍團以追擊超銀河王作最後決戰。
- 假面騎士Meteor（替身演員：永德、CV：吉澤亮）

結尾以謎之轉校生身份登場。並撃敗雷姆・神薙的餘黨。

## 登場怪人
- Masquerade‧Dopant
- 贗品Yummy
- 星塵忍者

W、OOO和Fourze三部作品的怪人雜兵。劇中大量出現妨礙假面騎士們。
- 處女座Zodiarts（替身演員：藤田慧、CV：田中理惠）

意圖捉拿美咲撫子，但被Fourze和Nadeshiko二人同時使出Rider Rocket Punch撃退。
- 獅子座Zodiarts（替身演員：橫田遼（日语：横田遼））

我望光明最值得信賴的秘書兼保鑣。並在與財團X會面時為其護衛。
- 獵戶座Zodiarts

被假面騎士W用Joker Extreme擊敗。
- 蝘蜓座Zodiarts

被假面騎士W用Trigger Full Burst擊敗。
- 麒麟座Zodiarts

被假面騎士W Cyclone Joker Xtreme型態用Bicker Charge Break擊敗。
- 獵犬座Zodiarts

被假面騎士W用Metal Branding擊敗。
- 螳螂Yummy
- 獨角仙Yummy

被假面騎士Joker分別使出Rider Punch和Rider Kick擊敗。
- Terror‧Dopant

被假面騎士強人使用Stronger 電Kick擊敗。
- Nasca‧Dopant

被假面騎士1號用Rider Kick擊敗。
- Clay Doll‧Dopant

被假面騎士V3用V3反轉Kick擊敗。
- Smilodon‧Dopant

被假面騎士AMAZON用大切斷擊敗。
- Uva

被假面騎士X用X Kick擊敗。
- Kazari

被假面騎士AQUA用AQUA Vortex擊敗。
- Gamel

被假面騎士2號用Rider Punch擊敗。
- Mezool

被騎士人用勾鎖臂所擊敗。
- Suddendath（サドンダス）（替身演員：高田將司、CV：Dante Carver（日语：ダンテ・カーヴァー））

雷姆的部下Catarrh變身而成，被Fourze Rocket States用Rider迴旋Crusher擊敗。
- 超銀河王（替身演員：元次郎、CV：益岡徹）

雷姆・神薙利用未來核心硬幣與SOLU天文裝置力量，以Galactic Driver變身而成，擁有時間靜止的能力，披風可化成各式形態的武器。若突破大氣層後可接收宇宙能量作為填充，如果成功的話七人騎士都會不敵。但最後在突破大氣層前，被OOO與Fourze聯手用Rider Double Rocket Drill Kick擊敗。

## 其他相關媒體

### 電視影集
- 《假面騎士ZI-O》

第44-46話 假面騎士Aqua/湊未晴登場。

## 曲目

### 主題曲
「SAMURAI STRONG STYLE」
- 演唱：綾小路翔（日语：綾小路翔）VS马蒂·弗里德曼
- 作詞：綾小路翔（日语：綾小路翔）
- 作曲：马蒂·弗里德曼

### 插曲
「Shout out」
- 演唱：火野映司（C.V.渡部秀）
- 作詞：藤林聖子
- 作／編曲：鳴瀬シュウヘイ（日语：鳴瀬シュウヘイ）

「W-B-X 〜W-Boiled Extreme〜」
- 演唱：上木彩矢 w TAKUYA（日语：TAKUYA）
- 作詞：藤林聖子
- 作曲：鳴瀬シュウヘイ（日语：鳴瀬シュウヘイ）
- 編曲：鳴瀬シュウヘイ（日语：鳴瀬シュウヘイ）、TAKUYA（日语：TAKUYA）

「Anything Goes! OOO Special Edit.」
- 演唱：大黑摩季．火野映司（CV：渡部秀）
- 作詞：藤林聖子
- 作曲：tatsuo（日语：everset）
- 編曲：tatsuo（日语：everset）、中川幸太郎

「Switch On！」
- 演唱：土屋安娜
- 作詞：藤林聖子
- 作／編曲：tatsuo（日语：tatsuo）

## Staff
- 原作 - 石之森章太郎
- 監製 - 小野寺章
- 製片 - 塚田英明（日语：塚田英明）・武部直美（日语：武部直美）・高橋一浩（東映）、本井健吾（tv asahi）
- 導演・動作導演 - 坂本浩一
- 編劇 - 中島一基（Fourze、Movie大戰Mega Max）、小林靖子（OOO）
- 配樂 - 鳴瀬シュウヘイ（日语：鳴瀬シュウヘイ）、中川幸太郎
- 攝影 - 倉田幸治
- 特攝導演 - 佛田洋（日语：佛田洋）
- 製作公司 - 東映TV・Production
- 發行 - 東映
- 製作 - 劇場版「FOURZE & OOO」製作委員會

## 外部連結
- 官方网站

1. ↑  有關復活原因，詳見《假面騎士OOO 10th 復活的核心硬幣》。